# Hans Peter Christian Grøn
 Der er for få eller ingen kildehenvisninger i denne artikel, hvilket er et problem. Du kan hjælpe ved at angive troværdige kilder til de påstande, som fremføres i artiklen.

Hans Peter Christian Grøn (født 5. juni 1835 og døbt 8. august 1835 i Assens, død oktober 1890) (kendt som Murer Grøn) var en dansk murer og socialist.
Grøn var søn af hattemagermester Jens Peter Grøn (1809-1836) og Ane Gjertrud Barnekow (Svendborg, 1809-?). Ane Gjertrud Barnekow blev gift med murermester Rasmus Andersen (Faaborg, 1814-?), Brahetrolleborg i 1843. 7 år gammel kom Hans Peter Christian Grøn til Brahetrolleborg, hvor han voksede op i en stor børneflok. Hans Peter Grøn forblev på Brahetrolleborg til sit 18. år. 
Han blev konfirmeret d. 7. april 1850 på Brahetrolleborg og kom straks efter i murerlære hos sin stedfader og var der i 3 år, derpå var han i et år i lære hos murermester H. Lang i Fåborg, derpå blev han svend og tog i marts 1854 til København, hvor han siden uafbrudt har opholdt sig og ernæret sig som murer frem til april 1872 hos murermester Webia. Han blev arbejdsløs i 1872 bortset fra en periode i august-september, hvor han arbejdede som murer på gården Louiselyst ved Helsingør.
Fra foråret 1858 til efteråret 1859 var han indkaldt som konstabel, nr. 78, ved Tøjetaten, var indkaldt i ca. en måned i 1861 ved samme afdeling, og igen fra november 1863 til august 1864 ved Espingalbatteriet.
Den 5. oktober 1855 blev han gift med Inger Bolette Møller, med hvem han derefter levede i ægteskab, indtil han, den 13. januar 1866 blev separeret fra hende på grund af gensidige uoverensstemmelser. De fik et barn som døde 1½ år gammel.
Den 27. oktober 1872 blev Grøn viet til Elise Engelland.
Grøn deltog i det såkaldte "Slaget på Fælleden" i det han kom til hest og den 11. maj 1872 blev han arresteret som medinddraget i socialist-urolighederne omkring Louis Pio. Han sad arresteret i syv uger, men blev ikke tiltalt. Grøn havde på dette tidspunkt ikke tidligere været på kant med politiet.
I 1873 blev Grøn og hans nye hustru Elise Engelland dømt for overtrædelse af straffeloven om bigami (§ 160), fordi Grøn ikke havde sikret sig, at han havde fået skilsmissebevilling. I den sammenhæng havde Grøn allieret sig med og lagt sagen i hænderne på den subiøse Hans Christian Christensen, kaldet Thistrup, der flere gange var straffet for bedrageri.
Hans Christian Christensen, kaldet Thistrup, blev ved samme lejlighed idømt 8 dages simpelt fængsel.